# Rusa (Insel)
Rusa ist eine indonesische Insel des Alor-Archipels. 

## Geographie
Die Insel liegt westlich der Insel Pantar. Sie gehört zum Distrikt Westpantar Meer (Pantar Barat Laut).